# Thomas Crew (2e baron Crew)
Thomas Crew, 2e baron Crew (1624-30 novembre 1697) de Steane, dans le Northamptonshire, est un homme politique anglais qui siège à la Chambre des communes entre 1654 et 1679, lorsqu'il hérite de la pairie et du titre de baron Crew.

## Biographie

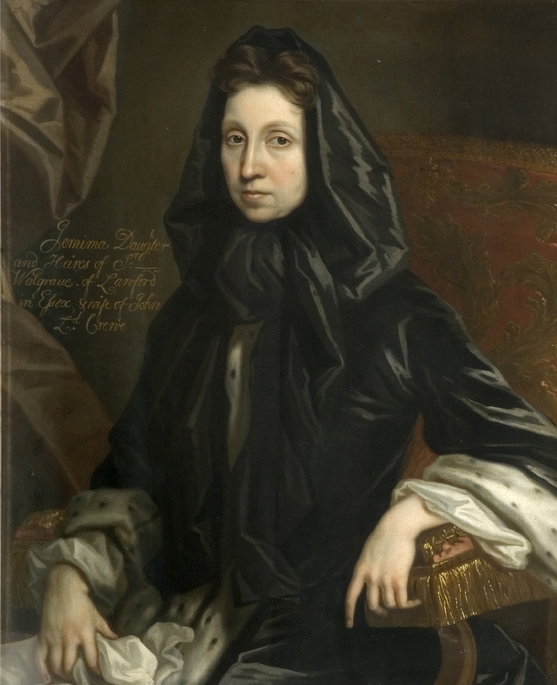
Jemima Waldegrave, la mère de Thomas Crew

Il est le fils de John Crew (1er baron Crew) et de son épouse Jemima Waldegrave, fille d’Edward Waldegrave de Lawford Hall, Essex. Il étudie à Gray's Inn en 1641 et à Padoue en 1647 .
En 1656, il est élu député du Northamptonshire lors du deuxième parlement du protectorat. Il est élu député de Brackley en 1659 pour le Parlement du troisième protectorat .
En 1660, il est élu député de Brackley au Parlement de la Convention et réélu député pour le Parlement Cavalier en 1661 . En 1679, il hérite de la baronnie à la mort de son père.
Il est mort à l'âge de 73 ans. Comme il n’avait aucun fils, sa fortune passe à ses filles en tant que cohéritières, tandis que la baronnie passe à son frère, le révérend Nathaniel Crew .

## Famille
Il épouse d'abord Mary Townshend, la fille aînée de Roger Townshend (1er baronnet) de Raynham Hall, Norfolk, par qui il a :
- Anne Crew (décédée avant 1696), mariée à John Jolliff Esq., De Coston.
- Temperance Crew (décédé le 18 octobre 1728), mariée à Rowland, fils et héritier d'Alston Bart d’Odell, et en secondes noces à John Wolstenholme d’Enfield, troisième baronnet.

Il épouse en 1674 Anne, fille et cohéritière de William Armine (2e baronnet). Par elle, il a quatre filles:
- Jemima Crew (décédé le 2 juillet 1728), mariée à Henry Grey (1er duc de Kent)
- Airmine Crew (décédé en 1728), mariée à Thomas Cartwright (homme politique), Esq.
- Catherine Crew, mariée à John Harpur, 4e baronnet de Caulk. Leur arrière-petit-fils, Henry Crewe, prend sur autorisation royale le nom de famille de Crew. Ses descendants finissent par porter le nom de famille de Harpur-Crewe.
- Elizabeth Crew (décédée le 21 mai 1756), mariée le 18 septembre 1721 à Charles Butler. Le mariage est sans enfant.